# Dominick Barlow
Dominick Barlow, född 26 maj 2003 i Hackensack i New Jersey, är en amerikansk professionell basketspelare (PF) som spelar för Philadelphia 76ers i National Basketball Association (NBA). Han har tidigare spelat för San Antonio Spurs och Atlanta Hawks.
Barlow blev aldrig NBA-draftad.